# Czerniewice (województwo kujawsko-pomorskie)
Czerniewice – wieś w Polsce położona w województwie kujawsko-pomorskim, w powiecie włocławskim, w gminie Choceń. 
W latach 1954–1971 wieś należała i była siedzibą władz gromady Czerniewice, po jej zniesieniu w gromadzie Choceń. W latach 1975–1998 miejscowość administracyjnie należała do województwa włocławskiego.
Według Narodowego Spisu Powszechnego (III 2011 r.) liczyła 1020 mieszkańców. Jest drugą co do wielkości miejscowością gminy Choceń.
W latach 2001–2012 we wsi działały zakłady mięsne.